# System76
System76 — американский производитель компьютеров, располагающийся в Денвере, штат Колорадо. Специализируется на производстве ноутбуков, настольных компьютеров и серверов. Компания активно использует свободное программное обеспечение с открытым исходным кодом и предлагает на выбор предустановленные операционные системы на базе GNU/Linux, такие как Ubuntu или их собственный дистрибутив на основе Ubuntu — Pop!_OS.

## История
System76 была основана в 2005 году Карлом Ричеллом и Эриком Фетцером. Название компании ссылается на 1776 год, намекая на Американскую революцию и символизируя стремление к «революции открытого программного обеспечения», позволяя пользователям избежать использования проприетарного ПО.
Первоначально System76 предлагала компьютеры с различными дистрибутивами Linux, но вскоре приняла решение сосредоточиться на Ubuntu. В 2017 году после того как Canonical объявила о смене рабочего окружения в Ubuntu с Unity обратно на GNOME, компания анонсировала создание своего дистрибутива Pop! OS, оптимизированного для работы с оборудованием System76. К 2018 году они открыли собственный завод в Денвере, что позволило им улучшить контроль над производственным процессом

## Разработка ПО и производство собственных компьютеров
System76 занимается разработкой и производством персональных компьютеров с акцентом на открытые технологии и оптимизацию под Linux. Линейка настольных компьютеров Thelio отличается использованием кастомных компонентов и сборкой в США. Вся продукция проектируется с учётом ремонтопригодности и модульности, что позволяет пользователям легко модернизировать устройства.
Компания также работает над созданием первого полностью кастомизированного ноутбука под кодовым названием Virgo, что станет шагом к независимости от сторонних поставщиков комплектующих. Помимо этого, System76 предлагает достаточно обширный выбор других моделей ноутбуков.

### Дистрибутив Pop!_OS
Одним из ключевых достижений System76 является создание в 2017 году собственного дистрибутива Linux на базе Ubuntu — Pop!_OS, популярного среди пользователей благодаря оптимизации под оборудование компании, включая поддержку графического процессора Nvidia, что делает его привлекательным для тех, кто работает с графикой и играми. Система поставляется с модифицированной средой рабочего стола GNOME, известной как COSMIC.

### Развитие собственной среды COSMIC
В ноябре 2021 года System76 заявила, что для дальнейшего улучшения пользовательского опыта разрабатывает рабочую среду COSMIC, основанную на языке программирования Rust. Эта среда обещает предложить новые возможности для пользователей Pop!_OS, включая улучшенную систему тайлинга окон и современные интерфейсы. По состоянию на январь 2025 года находится в активной разработке и в альфа-стадии.